# Études en soins infirmiers
Les études en soins infirmiers, même si elles diffèrent selon les pays dans leurs modalités, durent pour la plupart environ trois ans et alternent enseignement théorique et stages pratiques.

## Au Canada

### Accès à la profession d'infirmier
Au Québec, l'accès à la profession d'infirmier est double :
- Cinq ans d'études secondaires suivis de trois ans au CÉGEP (Collège d´Enseignement Général Et Professionnel) (6 sessions à temps complet avec un à deux stages par session) conduisent au Diplôme d'Enseignement Collégial (DEC) en soins infirmiers (équivalent à un Diplôme Universitaire de Technologie français en nombre d'années d'étude) qui permet de passer l'examen de l'Ordre des Infirmières et Infirmiers du Québec (OIIQ) pour obtenir son permis d'exercice infirmier.
- Cinq ans d'études secondaires, deux ans de CÉGEP en sciences (la première année du CEGEP correspond à la Terminale en France, le Baccalauréat français est un diplôme de l'Université de fin d'étude secondaire, lesquelles durent 1 an de plus qu'au Canada. C'est lui qui autorise l'accès à l'Université)) et trois années de baccalauréat en sciences infirmières à l'université menant au grade de Baccalauréat es Sciences (sciences infirmières), permettant lui aussi de passer l'examen de l'Ordre des Infirmières et Infirmiers du Québec (OIIQ) pour obtenir son permis d'exercice infirmier.

À partir de la période d'examens de septembre 2014, l'examen d'entrée à la profession infirmière ne s'agira que d'un examen théorique (en plusieurs parties). Une fois l'examen de l'OIIQ réussi (le délai pour obtenir les résultats peut prendre jusqu'à 8 semaines), les personnes ont le droit d'utiliser le titre réservé d'infirmier. Les différences entre infirmiers et infirmiers cliniciens (avec BAC) sont reliées aux titres d'emploi dans les conventions collectives négociées entre les hôpitaux et les syndicats. L'OIIQ ne fait aucune différence au niveau de son permis d'exercice. L'infirmier qui a obtenu son DEC est encouragé à poursuivre au BAC, grâce à un cheminement accéléré DEC-BAC qui permet alors d'obtenir un BAC en deux ans au lieu de trois. La profession peut s'exercer dans le milieu public (la très grande majorité des postes) ou en privé (agence de placement surtout). La pratique libérale est très peu répandue au Québec.
Dans le public, le salaire est attribué selon une grille salariale. L'échelle des infirmières est de 12 échelons, soit un échelon par année (équivalent temps complet) pendant 12 ans. L'échelle des infirmiers cliniciens comporte 18 échelons. Les 9 premiers se montent chaque 6 mois puis les 9 derniers chaque année. Comme les études universitaires valent quatre échelons sur l'échelle salariale des infirmiers techniciens (deux échelons supplémentaires après avoir complété 30 crédits universitaires et 2 autres après avoir réussi son BAC), les infirmiers cliniciens commencent habituellement leur carrière au 5e échelon de leur échelle afin de marquer une différence salariale notable entre le BAC et le DEC.

### Formation professionnelle au Québec
Les infirmières et les infirmiers bénéficient d'une formation approfondie depuis les années 1950. Au Québec, le cheminement scolaire infirmier est le suivant, après 6 années d'études primaires et 5 années d'études secondaires :
- Parcours des infirmières et infirmiers auxiliaires possédant leur propre ordre professionnel (OIIAQ) : 1 800 heures d'études professionnelles en soins infirmiers auxiliaires (Santé, assistance et soins infirmiers)

- Parcours de l'infirmier technicien de l'Ordre des infirmières et infirmiers du Québec (OIIQ) : 3 années d'études collégiales en soins infirmiers, examen professionnel de l'Ordre permettant l'obtention du permis d'exercice. Possibilités de perfectionnement au baccalauréat, à la maîtrise et au doctorat universitaire par la suite

- Parcours de l'infirmière clinicienne rattachée à l'Ordre des infirmières et infirmiers du Québec (OIIQ) : 3 années d'études collégiales en soins infirmiers ou 2 années d'études collégiales en sciences de la nature ou 2 années d'études collégiales en sciences, lettres et arts, 2 années d'études universitaires au baccalauréat en sciences infirmières ou 3 années d'études universitaires au baccalauréat en sciences infirmières et un examen professionnel de l'Ordre permettant l'obtention du permis d'exercice. Possibilités de perfectionnement à la maîtrise et au doctorat universitaire par la suite

- Parcours du maître infirmier rattaché à l'Ordre des infirmières et infirmiers du Québec (OIIQ). Préalable : détenir un baccalauréat universitaire en sciences infirmières avec 2 années d'études universitaires à la maîtrise en sciences infirmières (Master). Options possibles : formation, gestion, conseillère en soins spécialisés, praticienne

- Parcours du docteur en sciences infirmières rattachée à l'OIIQ. Préalable: détenir une maîtrise en sciences infirmières avec 4 années d'études universitaires au doctorat en sciences infirmières (Ph.D. ou doctorat professionnel selon l'université).

Total du parcours possible de perfectionnement : 3 années de technique en soin, 3 années de baccalauréat en soin, 2 années de maîtrise et 4 années de doctorat. La formation totale d'un docteur en sciences infirmières au Québec peut atteindre 12 ans.

## En Belgique

### Accès à l'enseignement
En Belgique, il n'existe pas de concours pour pouvoir intégrer une école infirmière puisqu'il suffit de posséder le diplôme d'études secondaires ou son équivalence. Toutefois il faut détenir un CESS (équivalent du bac français) pour accéder aux études supérieures délivrant des grades académiques (bachelier - master - doctorat).
Les inscriptions se font fréquemment pendant les journées portes ouvertes des écoles d'infirmiers ou sur simple demande au secrétariat de l'école choisie.

### L'enseignement

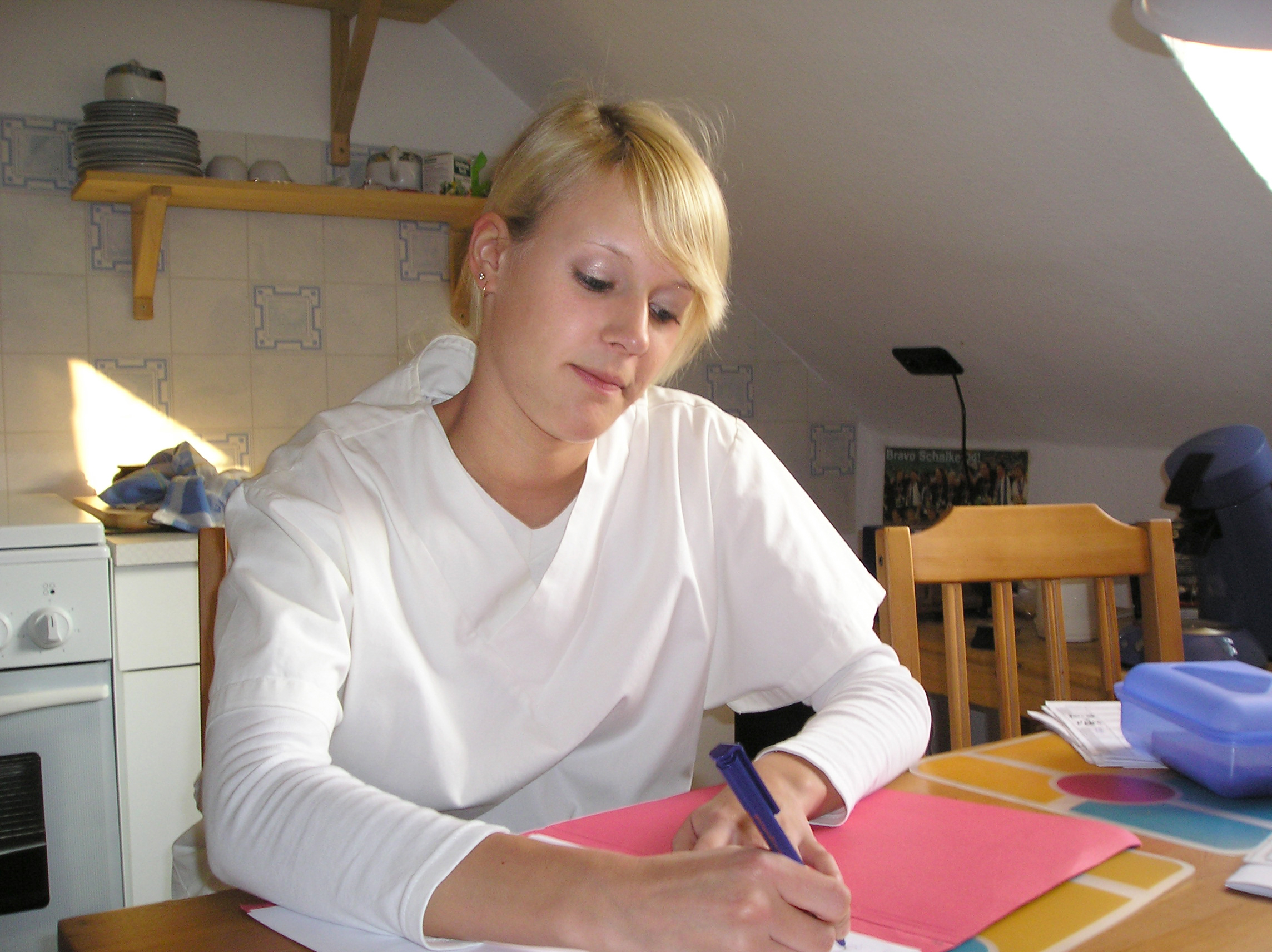
Une jeune étudiante infirmière

NB : Étant sur Wiki-francophone nous n'aborderons ici que l'enseignement francophone (il y a des petites différences avec l'enseignement infirmier en langue allemande et néerlandaise - les 2 autres langues officielles du pays).
Il y a deux filières de formation pour obtenir un diplôme d'infirmier en Belgique. Ces filières sont de niveau différent : (du côté francophone) le "brevet" qui relève de l'enseignement secondaire professionnel de 4e degré (niveau EQF 4 ou 5) et le "bachelier" qui relève de l'enseignement supérieur (niveau EQF 6).
Dans un souhait de s'adapter à la dernière version de la directive européenne de libre circulation (DIR EU 2005/36) depuis 2016, les études de brevet sont organisées en 3,5 ans et les études de bachelier sont organisées en 4 ans (toutes les deux comportent 50 % de stages). Les informations ci-dessous à propos des stages seront donc à revérifier en 2019 quand cette réforme sera totalement d'application.
En brevet, les stages représentent 25 % de la première année, 50 % de la deuxième année, 75 % de la troisième année, suivies de six mois continus de stages. Les étudiants sont évalués par contrôle continu : un minimum de 10 dans chaque matière est requise pour passer d'une année à l'autre (mais le Conseil de classe (les enseignants) peut y déroger).
En bachelier, les stages représentent 2 à 6 semaines en première année (dont 2 à 4 en tant qu'observateur), 30 % en deuxième année, 50 % troisième année et 75 % en quatrième année. En bachelier c'est le système de cotation et de réussite universitaire qui est en vigueur. Une année vaut 60 crédits ECTS, il en faut au moins 48 pour passer dans l'année suivante, mais certains échecs dans des branches primordiales (par exemple "démarche en soins infirmiers") peuvent être à repasser même en passant dans l'année supérieure. Les cours sont regroupés en Unités de Formation ou d'Enseignement (UF ou UE) et il faut une moyenne de 10 à ces UF-UE pour obtenir le nombre de crédits y correspondant.
Il y a depuis 2016 un gros débat en Belgique, avec différents niveaux politiques qui s'en renvoient la responsabilité, pour savoir si les études de brevet, malgré le passage à 3,5 ans, correspondent encore aux exigences de la directive européenne. En attendant le bachelier reste une valeur sûre.

## En Suisse
En Suisse, la formation d'infirmier/ère s'étend sur quatre ans, dont une année préparatoire et trois ans de formation qui conduisent à un bachelor obtenu dans le cadre d'une haute école spécialisée (HES). Tous les cantons romands proposent une formation en soins infirmiers, la Haute école Arc pour l'arc jurassien, la HEdS-FR pour le canton de Fribourg, la HEdS-GE pour le canton de Genève, la HES-SO Valais pour le Valais ainsi que la haute école de santé Vaud et l'école de La Source pour le canton de Vaud. Les titulaires d'un certificat fédéral de capacité (CFC) d'assistance en soins et santé communautaire complété par une maturité professionnelle santé-sociale peuvent entrer en formation bachelor directement, ce qui est également valable pour les détenteurs d'une maturité spécialisée santé.
Les trois années de bachelor alternent théorie et pratique. Elles sont modulaires et permettent de se construire un parcours personnalisé et d'être mobile : dès la 2e année, les étudiants ont la possibilité d'effectuer leurs stages à l'étranger.
Ces modules s'organisent autour de grands thèmes :
- Les sciences infirmières
- Interventions professionnelles
- Professions, institutions et organisations
- Individus, cultures et sociétés
- Problèmes sociaux et sanitaires, réponses institutionnelles
- Sciences de la santé
- Technologies et leurs fondements scientifiques
- Processus de formation et projet professionnel

Après l'obtention du diplôme, l'infirmier(e) peut se spécialiser en anesthésie, soins d'urgence, soins intensifs, santé mentale, sage-femme, médecine tropicale, oncologie ou encore diabétologie,.